# 廖国勛
廖 国勛（りょう こくくん、1963年2月 - 2022年4月27日）は、中華人民共和国の官僚、政治家。四川省成都市出身。中国共産党天津市委員会副書記、天津市長等を務めた。

## 経歴
1963年2月、四川省成都市で生まれる。1983年に貴陽師範学院（現在の貴州師範大学）を卒業後、同年、凱里市第四中学に勤務する。1985年3月、彼は貴州省黔東南ミャオ族トン族自治州民族管理学校に転入し、教師、団委書記を担当しました。1986年1月、中国共産党黔東南ミャオ族トン族自治州委員会組織部に転入し、政治活動を開始した。

### 貴州省
1986年3月に貴州省人民政府へ入庁した。以後、鎮寧プイ族ミャオ族自治県良田郷党委員会副書記、貴州省黔東南ミャオ族トン族自治州委員会組織部秘書課副課長、知工弁副主任、知工弁主任、貴州省委弁公庁秘書三処処長、副秘書長、銅仁地区党委員会副書記、銅仁地区（銅仁市）党委員会書記、銅仁軍分区党委員会第一書記を歴任した。2012年4月、貴州省党委員会常務委員兼秘書長に就任。

### 浙江省
2015年4月、浙江省党委員会常務委員兼組織部部長に転出。

### 上海市
2016年12月、上海市党委員会常務委員兼紀委書記に転出。2018年1月28日、上海市人民代表大会は廖国勛を第一任上海市監察委員会主任に選出しました。2020年2月28日には上海市党委員会副書記を兼務する。さらに3月には上海市政法委書記、市委党校校長（学長）を兼任する。3月23日、上海市第15期人民代表大会常務委員会第19回会議は、廖国勛の上海市監察委員会主任の辞職請求も受理した。4月、中国浦東幹部学院第一副院長を兼務。

### 天津市
2020年8月31日、上海市で2年余り働いた後、中国共産党中央委員会は廖国勛が天津市党委員会副書記を担当することを決定し、市長候補に指名した。9月、天津市第17期人民代表大会第22回会議で3日、廖国勛が市長代行に選出された。
2022年4月27日、病気のため死去。59歳没。